# Tatranská Polianka
Tatranská Polianka est une localité de la ville de Vysoké Tatry. Elle est située à 1 005 m d'altitude. Elle fut fondée en 1884 comme centre touristique.
En 1911, on y crée la première piste de ski des Hautes Tatras.